# Hopkins-Nunatakker
Die Hopkins-Nunatakker sind drei Nunatakker im ostantarktischen Viktorialand. Sie ragen über eine Länge von 2,5 km am Kopfende des Cambridge-Gletschers zwischen den Coombs Hills und der Convoy Range auf. Nur etwa 50 m ihrer Gesamthöhe von bis 2180 m sind über die Eismassen des Cambridge-Gletschers hinaus sichtbar.
Das Advisory Committee on Antarctic Names benannte sie 2007 nach Steve Hopkins, der in mehreren Kampagnen und in unterschiedlicher Funktion auf der McMurdo-Station tätig war.